# أولمبي سيدي لخضر
أولمبي سيدي لخضر نادي كرة قدم جزائري يقع في مدينة سيدي الأخضر ولاية عين الدفلى يلعب في الدوري الجزائري الجهوي الثاني.
.